# Bovina (Texas)
Pour l’article homonyme, voir Bovina.
Bovina est une ville du comté de Parmer au Texas.
Sa population était de 1 868 habitants en 2010.